# نبل الخطيب
نبل الخطيب قرية تتبع منطقة السقيلبية في محافظة حماة في سورية.